# 杰弗里·爱泼斯坦死亡案
2019年8月10日，纽约大都会惩教中心（MCC）的警卫发现美国金融家、已被定罪的性罪犯杰弗里·爱泼斯坦在牢房中失去知觉，当时他被关在那里正在等待性贩卖指控的审判。狱警对他进行了心肺复苏后，他因心脏骤停被送往纽约下城医院，并于6点39分被宣布死亡。纽约市法医和司法部监察长裁定，爱泼斯坦死于上吊自杀。爱泼斯坦的律师对法医的结论提出了质疑，并聘请病理学家迈克尔·巴登自行展开调查。
在最初表示怀疑后，司法部长威廉·巴尔将爱泼斯坦之死描述为“一场完美搞砸风暴”（a perfect storm of screw-ups）。联邦调查局（FBI）和司法部监察长均对其死亡情况进行了调查。值班警卫后来被指控多项伪造记录罪。许多公众人物指责联邦监狱局（BOP）玩忽职守；一些立法者呼吁改革联邦监狱系统。作为回应，巴尔解除了该局局长的职务。
由于爱泼斯坦的死亡，对其所有指控都被撤销了，正在进行的性交易调查则将注意力转移到了他所谓的同伙身上，特别是格希莱恩·麦克斯韦尔。她于2020年7月被捕并被起诉，于2021年12月29日被判五项与性交易相关的罪名。另一同伙让-吕克·布鲁内尔于2020年被法国当局逮捕，随后自杀。
由于爱泼斯坦去世当晚违反了正常的监狱程序、牢房前的两个摄像头发生故障，以及他声称拥有关于权势人物的秘密信息，其死亡引发了关于他可能被谋杀的猜测和阴谋论。也有一些说法认为，其死亡是假的。2019年11月，其死亡争议催生了“爱泼斯坦没有自杀”的网络梗。民意调查显示，只有一小部分美国人相信爱泼斯坦是自杀；其中一项调查显示，16%的受访者表示相信爱泼斯坦是自杀，而45%的受访者相信他是被谋杀的，其余39%的受访者表示不确定。

## 被捕入狱

### 逮捕和起诉

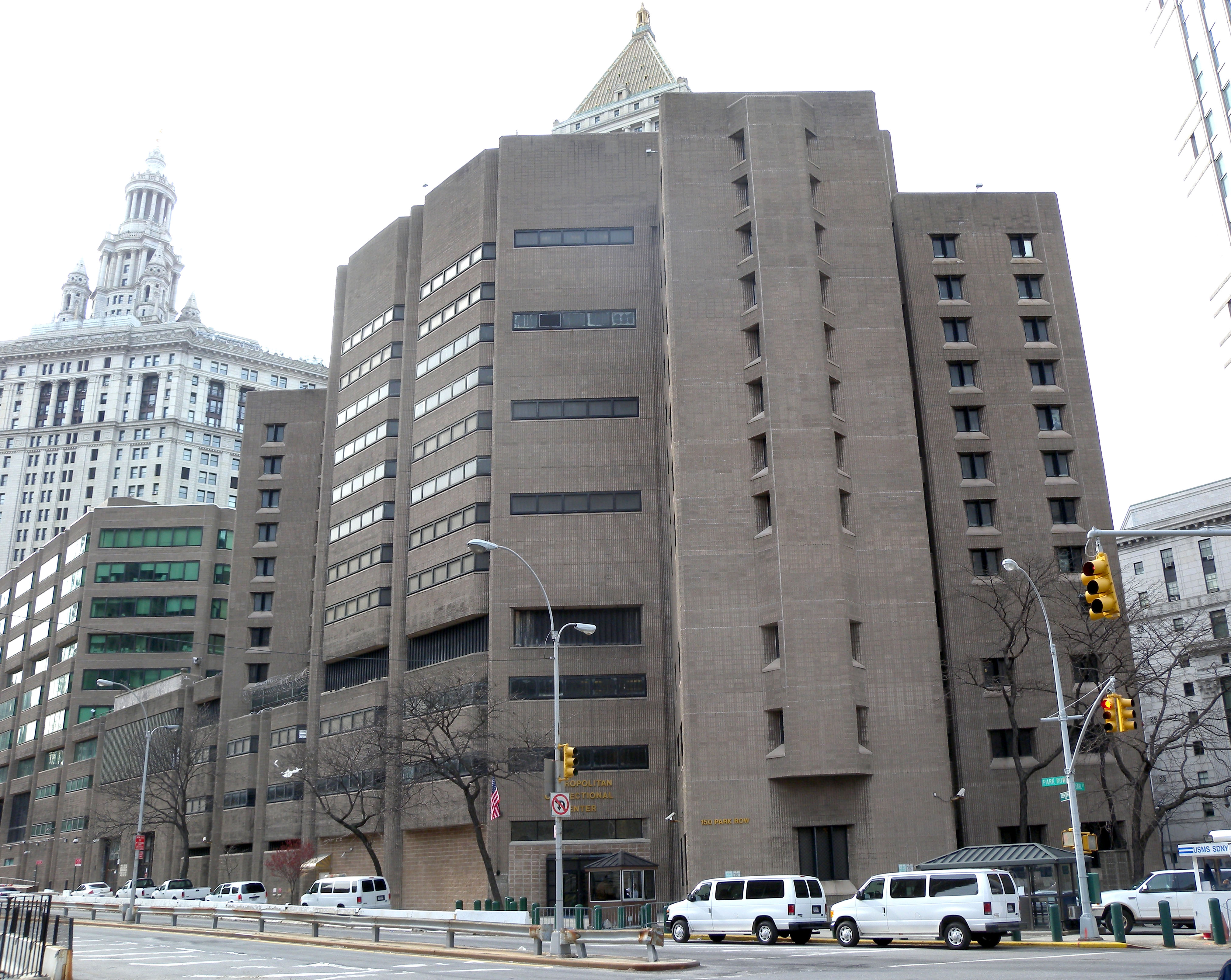
大都会惩教中心，爱泼斯坦2019年被捕后关押在这里

2019年7月6日，杰弗里·爱泼斯坦在纽约市被捕，其罪名有多项，其中包括性贩卖，其后他被关押在曼哈顿下城的大都会惩教中心。他没有认罪。2008年他曾在佛罗里达面临类似指控，但通过认罪协议逃脱了联邦指控。根据该协议，他承认了两项州重罪指控，向联邦调查局确定的三十多位受害者支付了赔偿金，并在佛罗里达州和纽约州登记为性犯罪者。
2019年7月18日，爱泼斯坦被拒绝保释，此前他曾希望在其位于纽约的联排别墅中佩戴电子脚镣，并愿意支付60万美元。由于在过去18个月内，他曾乘坐20次国际航班，因此被认为存在潜在的逃跑风险。爱泼斯坦决定向美国第二巡回上诉法院，就拒绝保释提出上诉；在其去世时，上诉仍在审理中。

### 最初的事件和最后几周
2019年7月23日凌晨1:27，有人发现牢房中的爱泼斯坦已处于半昏迷状态，且颈部受伤。监狱官员审问了其狱友、多起谋杀案和毒品阴谋嫌疑人尼古拉斯·塔塔廖内（Nicholas Tartaglione）。他否认伤害过爱泼斯坦。监狱内部调查排除了塔塔廖内与该事件的任何联系。一位不愿透露姓名的消息人士称，爱泼斯坦为了转移出去，而策划了这起事件。在爱泼斯坦首次明确的自杀未遂后当月，爱泼斯坦三名受害者的代理律师斯宾塞·库文曾表示，他认为这是要刺杀爱泼斯坦，且其很可能在狱中被杀。
由于这起事件，狱方对爱泼斯坦采取了自杀监控措施。他被关在一个观察室里，四周都是窗户，灯一直开着，且不允许他使用任何可以自杀的物品。六天后，心理工作人员在进行精神检查后，取消了对爱泼斯坦的自杀监控。之后，他回到了安全牢房（Security Housing Unit，简称SHU）。在那里，他有一名室友，并且每30分钟接受一次检查。
爱泼斯坦死后，在其牢房内发现一张他自己写的字条。他在字条中抱怨，大虫子在他身上乱爬，看守托瓦·诺埃尔（Tova Noel）给他吃烧胡的食物，还有一名看守故意把他赤身裸体锁在淋浴间一个小时。8月8日，在两名认识的律师见证下，爱泼斯坦签署了遗嘱。遗嘱指定了两名长期雇员为执行人，并将其所有资产，包括遗产中所剩的任何资产，立即赠予信托基金。

## 死亡
当爱泼斯坦被安置在安全牢房时，监狱向司法部报告，他会有一名室友，并且每30分钟警卫会检查一次牢房。但他去世当晚，这些程序都没有执行。8月9日，爱泼斯坦的室友被转移了，也没有转入新的室友。8月10日，即爱泼斯坦去世当晚，他会见了律师，律师称他“乐观”（upbeat），然后警卫托瓦·诺埃尔在晚间7:49将其护送回安全牢房。监控显示，两名警卫未能在当晚10:00执行所规定的巡查，但记录到当晚10:30诺埃尔曾短暂走过爱泼斯坦的牢房，这是警卫最后一次进入该牢房所在楼层。整个晚上，并没有对爱泼斯坦每30分钟进行一次检查，这违反了监狱的正常程序。诺埃尔和迈克尔·托马斯（Michael Thomas）两名警卫被指派在夜间检查该牢房，但他们在办公桌上睡了大约三个小时，并在之后伪造了相关记录。当晚，爱泼斯坦牢房前的两个摄像头也出现了故障。另一个摄像头的存储也“无法使用”（unusable）。

### 发现死亡
8月10日早6:30刚过，警卫正在发早餐，发现牢房内的爱泼斯坦心脏骤停，已失去反应。他被发现时呈跪姿，脖子上缠着一条床单，床单绑在其床铺顶部。据信他当时已死亡约两小时。狱警对爱泼斯坦进行了心肺复苏，其他囚犯听到他们大喊“呼吸，爱泼斯坦，呼吸。”早上6:33，警卫拉响了警报，并通知了领导，诺埃尔对领导说：“爱泼斯坦上吊自杀了。”他被送往纽约下城医院，于早上6:39被宣布死亡。不久之后，其遗体被送至法医办公室。
将爱泼斯坦的尸体转移出牢房是违反规定的，因为监狱局（Bureau of Prisons，简称BOP）要求对自杀现场进行“与发生死亡的犯罪现场相同程度的保护”。而且，监狱工作人员也未能在爱泼斯坦尸体被发现时对其进行拍照。

### 质疑
爱泼斯坦之死是纽约大都会惩教中心14年来首次被判定为自杀的死亡事件。迈克尔·巴登和《60分钟》质疑，身高近6英尺（1.8米）、体重185磅（84）的爱泼斯坦，是否有可能在下铺上吊自杀。死后拍摄的照片还显示，上铺立着瓶子和药品。巴登还质疑，爱泼斯坦为什么不用牢房中其它的可用材料作为上吊绳，例如睡眠呼吸暂停机的电线和管子，这些材料更长更结实。

### 潜在动机
爱泼斯坦死后五周，监狱局编制了一份关于其死亡的心理重建报告。报告认为，爱泼斯坦的身份“似乎是基于其财富、权力，以及与其他知名人士的联系。”该报告进而将其自杀归因于：缺乏重要的人际关系、地位的丧失，以及可能在监狱中度过余生的想法。

## 尸检和医学证据

### 尸检
8月11日，纽约市首席法医芭芭拉·桑普森对爱泼斯坦的尸体进行了四个小时的尸检。爱泼斯坦的律师请病理学家迈克尔·巴登观看了尸检。尸检后，法医办公室报告说，爱泼斯坦是用床上的床单上吊自杀的。8月14日，非官方消息称，在爱泼斯坦的颈部发现了骨折。尽管这种现象在老年人自杀的情况下是有可能发生的，但根据法医专家及相关研究的说法，这种骨折“在被勒死的受害者中更为常见”。纽约大都会惩教中心的死亡案例中，上一次判定为自杀还是在1998年。法医作出报告后，爱泼斯坦的律师发表了一份联合声明，表达了对此的不满，质疑其结论，并表示会做出更完整的回应。他们表示，辩护团队完全打算继续对爱泼斯坦的死亡情况和原因进行调查，包括采取法律行动来查看其死亡当晚牢房附近的监控录像。他们后来说，从有关爱泼斯坦之死的证据来看，谋杀比自杀的“可能性要大得多”（far more consistent）。

### 尸检报告及批评

爱泼斯坦的舌骨等骨折。这能说明他更可能是上吊自杀的？还是被勒死的？此事尚存争议

8月16日桑普森宣布，爱泼斯坦之死被认定为上吊自杀。其后，相互矛盾的各种报道称，不管是勒死或他杀，还是自杀，都能造成爱泼斯坦所受的伤。桑普森的报告认为其死亡过程没有谋杀。爱泼斯坦的三名律师对桑普森的结论表示不满，并聘请法医病理学家迈克尔·巴登观看了尸检；他们表示将启动自己的调查，并将提供更详细的说明。巴登在桑普森尸检时旁观了尸检；其后他表示，由于桑普森办公室和爱泼斯坦遗产管理委员会提出的禁言令，他无法发表评论。
2019年10月30日，巴登发布报告称，爱泼斯坦颈部受伤更符合“被人勒死”，而非自杀。他表示，爱泼斯坦“喉部左右两侧有两处骨折，特别是甲状软骨或喉结，喉结上方的左侧舌骨也有一处骨折”。巴登特别指出，爱泼斯坦的舌骨骨折，表明他是被从后面勒死的。当天晚些时候，桑普森否认了巴登的说法，她说：“我坚决支持我们确定的爱泼斯坦先生的死亡原因和方式。死因是上吊，方式是自杀。”巴登后来说：“过去四五十年间，纽约市的州立监狱发生过上千起上吊、自杀事件，但没有人出现过三处骨折。”神经外科医生兼CNN医学记者桑贾伊·古普塔断言，爱泼斯坦在上吊时很容易折断舌骨，因为随着年龄的增长，舌骨会变得越来越脆，失去弹性。古普塔还认为，多处颈骨骨折更符合上吊的特征。埃默里大学医院脊柱外科主任杰拉尔德·罗茨（Gerald Rodts）也表示，颈骨多处骨折与上吊是相符的。约翰·杰伊刑事司法学院一名法庭科学教授表示，舌骨确实会因上吊而骨折，并指出它是一块脆弱的骨头。根据他们的分析，舌骨骨折并不足以证明他杀。

爱泼斯坦颈部的伤痕

据巴登称，爱泼斯坦颈部的伤口位于其颈部中间，而典型的上吊则会位于下颌下方。巴登说，这种情况更常见于受害者被电线或绳索勒死时。巴登还表示，伤口比那条床单要细得多，虽然爱泼斯坦的脖子上有血迹，但床单的相应位置却没有。针对巴登的说法，桑普森坚持了爱泼斯坦是自杀的结论。
2023年6月，司法部监察长确认，爱泼斯坦确实属于自杀身亡。调查人员走访了数十名证人，并梳理了10万份文件，并没有发现任何与FBI调查相矛盾的地方，FBI的调查也认定这起死亡是自杀。

### 葬礼
尸检结束后，爱泼斯坦的尸体被一名“身份不明的同事”认领，后来证实那是他的兄弟马克。9月5日，尸体被葬在佛罗里达州棕榈滩的IJ莫里斯大卫之星陵园（IJ Morris Star of David mausoleum），挨着他父母的坟墓。为免遭破坏，其坟墓未作标记，其父母墓碑上的名字也被抹掉了。

## 影响

### 反应
爱泼斯坦的死讯公布几小时后，美国总统唐纳德·特朗普转发了一条与“克林顿裹尸袋”（一个阴谋论）相关的帖子，该帖将爱泼斯坦的死与前总统比尔·克林顿和前国务卿希拉里·克林顿联系了起来。三天后，特朗普在宾夕法尼亚州发表讲话时告诉记者，他希望进行“全面调查”。司法部长威廉·巴尔表示，他对爱泼斯坦在联邦拘留期间死亡感到“震惊”（appalled），并表示这“提出了一个严肃的问题，而且必须要回答”。除了FBI的调查外，他还下令司法部监察长进行调查。美国参议院司法监督小组委员会主席、参议员本·萨斯后来给巴尔写了一封信，说“司法部失败了。”他补充道，“考虑到爱泼斯坦之前曾试图自杀，应该将他锁在一个有软包的房间里，实施7×24小时不间断的持续监视。显然，这些肯定没有做到。”众议员马特·盖茨也是众议院司法委员会委员，他向主席杰里·纳德勒呼吁，要优先调查爱泼斯坦之死的情况，把它放在委员会正在进行的其它调查之前。众议员路易斯·弗兰克尔呼吁国会，对爱泼斯坦2008年的认罪协议进行调查。参议员陆天娜和里克·斯科特也呼吁进行调查，并表达了不满，因为那些爱泼斯坦性侵案的受害者无法看到他接受法律的审判。
8月11日，当时正在艾奥瓦州参加总统竞选活动的纽约市长白思豪表示：“我不是阴谋论者，但这事太随便了，我们需要查清到底发生了什么。”第二天，众议院司法委员会主席杰里·纳德勒和高级成员道格·科林斯就爱泼斯坦之死，向联邦监狱局提出了23个问题。他们写道：“如果指控被证明属实的话，这位引人注目的、特别应受谴责的人物，在联邦政府拘留期间明显自杀，这表明囚犯协议中存在严重的失败或缺陷，并导致死者最终逃避了法律的审判。”“受到爱泼斯坦先生行为侵害的任何人，都将永远无法获得正当的追索权，并且我们的司法系统在面对此类所谓的暴行时可以提供赔偿；我们刑事司法系统的能力和严谨性也因这种明显的疏忽而受到损害。”8月13日，内布拉斯加州参议员、参议院司法委员会主席本·萨斯致信司法部长巴尔，敦促他“撕毁”2008年针对爱泼斯坦及其同谋的不起诉协议。萨斯辩称，尽管爱泼斯坦已经去世，但司法部必须将他的同谋绳之以法，并补充说：“这种不正当的交易不能成立。”8月19日，巴尔解除了监狱局局长的职务，并由前局长凯瑟琳·霍克·索耶代之。萨斯赞扬了这一举动。
“他们把他从自杀监控名单中剔除，这很令人震惊。”卡梅伦·林赛（Cameron Lindsay）告诉NBC新闻。他曾在三所联邦设施担任典狱长。“对一个如此引人注目、有这么多指控、有这么多受害者，而且几周前曾试图自杀的人来说，你绝对不能放松警惕。你得让他处于自杀监控之中，直到他离开那里。”负责此案的联邦检察官称爱泼斯坦的死“令人不安”，并强调：即使在这位金融家死后，他们也会继续为原告伸张正义。纽约南区联邦检察官在一份声明中表示：“对于那些已经挺身而出的、勇敢的年轻女性，以及许多其他尚未挺身而出的女性，让我重申，我们仍然致力于为您辩护，我们对起诉书中所指控行为（包括共谋罪）的调查仍在进行中。”

### 调查

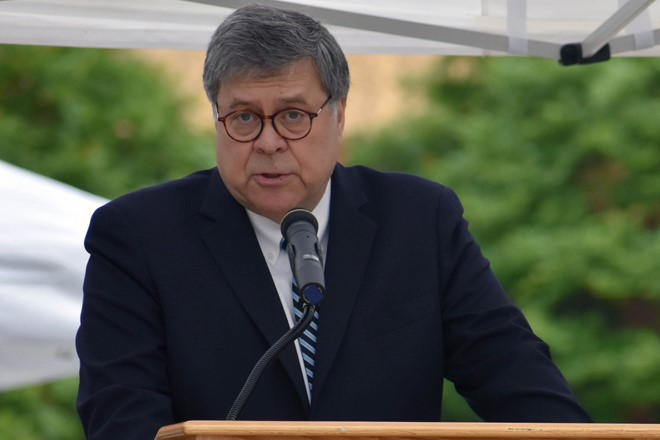
司法部长威廉·巴尔将爱泼斯坦之死描述为“一场完美搞砸风暴”（a perfect storm of screw-ups）

监狱局对爱泼斯坦的死亡情况展开了调查，司法部长巴尔表示，司法部官员将彻查大都会惩教中心的“严重违规行为”。然而，随着巴尔收到更多爱泼斯坦之死的相关信息，他开始相信这只是“一场完美的搞砸风暴”。
2019年11月，监狱局局长索耶告诉参议院司法委员会，FBI正在调查爱泼斯坦之死是否涉及“犯罪活动”（criminal enterprise）。她补充说，“据我所知，没有任何迹象表明”他的死亡“不是自杀”。一位发言人后来解释说，她使用“犯罪活动”一词，是因为参议员林赛·格雷厄姆这样问她的，并且“她指的是调查员工潜在的犯罪行为”。
8月13日，司法部长巴尔命令监狱局暂时重新任命纽约大都会惩教中心典狱长拉明·恩迪亚耶（Lamine N'Diaye），而FBI和司法部监察长则对爱泼斯坦之死的情况进行调查。奥蒂斯维尔联邦惩教所的监狱长詹姆斯·佩特鲁奇（James Petrucci）被任命为代理监狱长。分配到爱泼斯坦牢房的两名工作人员被安排了行政休假。8月14日，负责监督爱泼斯坦刑案的曼哈顿联邦法院法官理查德·M·伯曼写信给恩迪亚耶，询问对爱泼斯坦死亡案的调查，是否包括对他之前（7月23日）受伤情况的调查。伯曼法官写道，据他所知，从未明确解释过他们对此事的结论。2019年11月，伯曼在《纽约时报》发表了致巴尔的公开信，呼吁进行广泛的监狱改革。
美国司法部监察长于2023年6月27日发布了调查报告，严厉谴责监狱官员在爱泼斯坦的监禁和死亡过程中，屡次出现“疏忽、不当行为和彻底的工作表现失败”。它还强烈反驳了任何关于所发生事件并非自杀的说法。
法国两位政府部长马琳·斯基亚帕和阿德里安·塔奎特呼吁，对爱泼斯坦与法国关系的“许多悬而未决的问题”进行调查，并呼吁法国政府启动自己的调查。据ABC新闻报道，斯基亚帕和塔奎特在声明中表示：“美国的调查凸显了与法国的联系。”一位办公室发言人告诉ABC：“因此在我们看来，对受害者来说，在法国开展调查是至关重要的，这样才能让一切真相大白。”“巴黎检察官办公室收到的信息，正在接受分析和交叉引证。”8月，法国对涉案的爱泼斯坦同伙让-吕克·布鲁内尔展开调查，据报道他躲藏在南美。他于2020年12月16日被捕。
8月29日，法官理查德·M·伯曼撤销了对爱泼斯坦的所有指控。结果，性交易调查和媒体将注意力转向了他的所谓同伙，如布鲁内尔、安德鲁王子和格希莱恩·麦克斯韦尔。

### 后续刑事审判和进展
2019年11月19日，纽约联邦检察官起诉纽约大都会惩教中心警卫迈克尔·托马斯和托瓦·诺埃尔，指控他们犯有多项伪造记录和共谋伪造记录的罪名。这些指控是基于检察官所获得的视频片段。该视频显示，警卫在八小时内没有检查过爱泼斯坦，而是在电脑上进行个人搜索，然后就睡觉了。据纽约南区联邦检察官称，在那段时间里，他们多次在记录上签字，确认他们已进行了所要求的检查。他们的保释金为10万美元。他们声称，自己是联邦监狱系统内更大问题的“替罪羊”。2021年5月，一名法官批准了一项暂缓起诉协议。根据该协议，如果警卫们遵守特定的条款，就可以免于被定罪和判刑。
在2019年12月对爱泼斯坦牢房的室友尼克·塔塔廖内（Nick Tartaglione）进行的法庭诉讼中，联邦检察官报告称，7月23日事件期间的、爱泼斯坦牢房外的监控录像已经丢失。塔塔廖内的辩护律师称，这段录像显示塔塔廖内救了爱泼斯坦的命，希望这能证明塔塔廖内的人品。7月25日，即事发两天后，他的律师曾要求保留这段录像。肯尼思·M·卡拉斯法官要求政府确定，这段视频到底哪儿去了。几天后，联邦检察官推翻了他们的说法，说他们已经找到了丢失的录像。但在2020年1月，他们承认由于“失误”（clerical error），该片段已被永久删除。
2020年7月2日，爱泼斯坦被捕近一年后，联邦调查局在新罕布什尔州布拉德福德逮捕并指控了麦克斯韦尔。这些指控包括“引诱和共谋引诱未成年人旅行从事非法性行为、运输和共谋运输未成年人意图从事性犯罪活动，以及两项伪证罪”。联邦当局表示，担心她也有可能在拘押期间自杀，并且据报道已经增加了额外的安全措施。在2020年8月的一次采访中，特朗普总统表示，他“祝她一切顺利”，并再次质疑爱泼斯坦的死是自杀还是他杀。
2020年，共犯让-吕克·布鲁内尔被捕，并被法国检察官指控强奸未成年人。后来他在审判之前死于无争议的自杀。
2025年7月8日，美國司法部表示「愛潑斯坦名單並不存在」，並聲稱愛潑斯坦的確是自殺的，相關聲明隨後引起MAGA群體的軒然大波，並受到民主黨的批評。其後，總統川普在真實社交平台上發文為邦迪辯護，稱她的工作做得很好，並指「愛潑斯坦文件是民主黨人政治操作的產物」、「不要在愛潑斯坦身上浪費時間和精力，這是一個沒人關心的人」。

## 凶杀猜测与阴谋论
由于违反了标准的监狱程序，加上爱泼斯坦了解一些名人的敏感信息，其死亡引发了怀疑和多种阴谋论。2019年8月，在其去世后不久，拉斯穆森报导进行的一项民意调查发现，只有29%的美国成年人相信爱泼斯坦实际上是自杀的，而42%的人认为他是被谋杀的，目的是阻止他作证指控与其有联系的权势人物，29%的人表示不太确定。截至2019年11月，《商业内幕》的一项民意调查发现，相信爱泼斯坦被谋杀的人，与相信其自杀的人，人数之比为三比一。在2020年拉斯穆森的一项民意调查中，大多数美国人认为爱泼斯坦是被谋杀的，只有21%的人认为他是自杀。芝加哥大学教授埃里克·奥利弗（Eric Oliver）是阴谋论专家，他认为，民粹主义情绪和对政治制度的不信任，是普遍不接受官方叙述的主要原因。
由于爱泼斯坦与许多有钱有权的人有联系，有人猜测，其性犯罪的一名或多名同谋或参与者，可能会想方设法让他保持沉默。
在8月27日的听证会上，爱泼斯坦的辩护律师里德·温加滕（Reid Weingarten）对爱泼斯坦死于自杀表示“严重怀疑”。根据温加滕的说法，当律师在委托人去世前不久会见他时，“我们看到的并不是一个绝望、沮丧、有自杀倾向的人”。爱泼斯坦的弟弟马克否认了杰弗里自杀的可能性，他说：“我可以理解他被判终身监禁，也可以理解他随后自杀，但他就要举行保释听证会了。”他还说，如果爱泼斯坦确实是被谋杀的，他自己“可能也处于危险之中”。在爱泼斯坦去世约两个月后的新闻发布会上，白思豪拒绝认可首席法医桑普森的结论，他说：“这里有些东西不合理。美国最引人注目的囚犯——你懂的，有人忘了看他，这不合常理。”前美国检察官和参议院司法委员会顾问布雷特·托尔曼表示，考虑到爱泼斯坦“与有权有势的人有很多联系”，其死亡“不仅仅是巧合”。
爱泼斯坦去世后不久，网上的阴谋论者就声称，爱泼斯坦被送往医院的照片中，实际上是个替身，但这是错误地。他们把一张尸体耳朵的照片，和爱泼斯坦耳朵的照片放在一起，找到它们之间所谓的差异，并以此作为依据。事实核查网站Snopes指出，那张爱泼斯坦的照片是15年前的，“这些差异更有可能是衰老的结果”。2020年10月，即爱泼斯坦去世一年多后，又出现了类似的阴谋论，声称爱泼斯坦正住在他位于新墨西哥州的住所佐罗牧场（Zorro Ranch）。

## 在流行文化中
随着2019年11月公开了更多有关爱泼斯坦之死的信息，其死亡，以及谋杀的可能性，都成为了流行的迷因，尤其是以“爱泼斯坦没有自杀”这句话的形式。该迷因因在现场采访结束时插入而受到关注，例如福克斯新闻中一名海豹突击队员，以及后来MSNBC中一名阿拉巴马大学学生。迷因通常以不合逻辑的形式出现在文章正文之后或图片中。NPR的斯科特·西蒙将这种迷因的诱饵与转换方面比作“瑞克摇”。西蒙还担心媒体对迷因的关注可能会传播错误信息。美联社指出：“‘杰弗里·爱泼斯坦没有自杀’这句话已经有了自己的生命——有时更像是流行文化的流行语，而非真正相信。”
名人们会以幽默的方式提到爱泼斯坦之死。瑞奇·热维斯在第77届金球奖颁奖典礼上表示爱泼斯坦没有自杀，亚当·德赖弗在《周六夜现场》中扮演地狱中已被谋杀的爱泼斯坦。美国众议员保罗·戈萨尔发了23条推文，每条推文的首字母连在一起构成了迷因中的这句话。有多家在线零售商曾出售突出这句话的节日主题商品（例如圣诞毛衣）。独立销售商们在接受《Slate》采访时表示，“圣诞节/爱泼斯坦”产品线的销量比较不错，并指出混搭的黑色幽默是其受欢迎的原因。据《综艺》报道，圣诞主题的周边商品销量超过了《权力的游戏》。在流媒体电视剧《黑袍纠察队》第二季的大结局中，风暴前线在替代时间线中秘密杀死了爱泼斯坦。
由于他去世后公众日益增长的兴趣，出现了多部电视纪录片。2020年5月，Netflix发布了《杰弗里·爱泼斯坦：肮脏的富豪》。截至2019年10月HBO、索尼电视、Lifetime也都有类似的作品正在制作中。

## 扩展阅读
- Paybarah, Azi.  [杰弗里·爱泼斯坦去世当晚监狱内的情况]. 纽约时报. 2019-11-20  [2020-03-20]. （原始内容存档于2021-03-10） （英语）.
- Levenson, Eric.  [在杰弗里·爱泼斯坦的最后几小时他和狱警所做所为的时间线]. CNN. 2019-11-19  [2020-10-25]. （原始内容存档于2020-01-11） （英语）.